# Ґжибкув
Ґжибкув (пол. Grzybków) — село в Польщі, у гміні Слупца Слупецького повіту Великопольського воєводства.
У 1975-1998 роках село належало до Конінського воєводства.